# Coop Värmland
Coop Värmland, tidigare Konsum Värmland, är en ekonomisk förening som ägs av 160 000 värmlänningar.
Huvudkontoret och styrelsen finns i Karlstad, och verksamheten bedrivs i ett 60-tal försäljningsställen över hela landskapet Värmland samt i Hällefors kommun i Västmanland. Coop Värmland driver också en egen produktion genom Nästgårdsköket som tillverkar tårtor, smörgåstårtor, kondisbitar och salladsröror. I föreningens helägda dotterbolag finns gränshandelsbutikerna MaxiMat och lågpriskedjan Pekås. Koncernen har cirka 700 anställda och den totala omsättningen uppgick 2020 till 2,8 miljarder kronor med en marknadsandel på 42 procent, att jämföra med Coops marknadsandel på 19 procent i hela landet.
Coop Värmland har valt att ej ingå i aktiebolaget Coop Butiker & Stormarknader AB, som driver kedjorna Stora Coop, Coop och Lilla Coop. Föreningen har dock valt att ingå i Coop som varumärke, och har därför samma namn på sina butiker.

## Historia

### Tidig historia
Konsum Värmland grundades den 3 januari 1966 genom en sammanslagning av de värmländska kooperationerna. Innan sammanslagningen fanns totalt tre lagercentraler och 13 bagerier i de ingående föreningarna. Som en förberedande rationalisering inför sammanslagningen öppnade man 1965 lagercentralen på Tullholmen.

### Bergvik

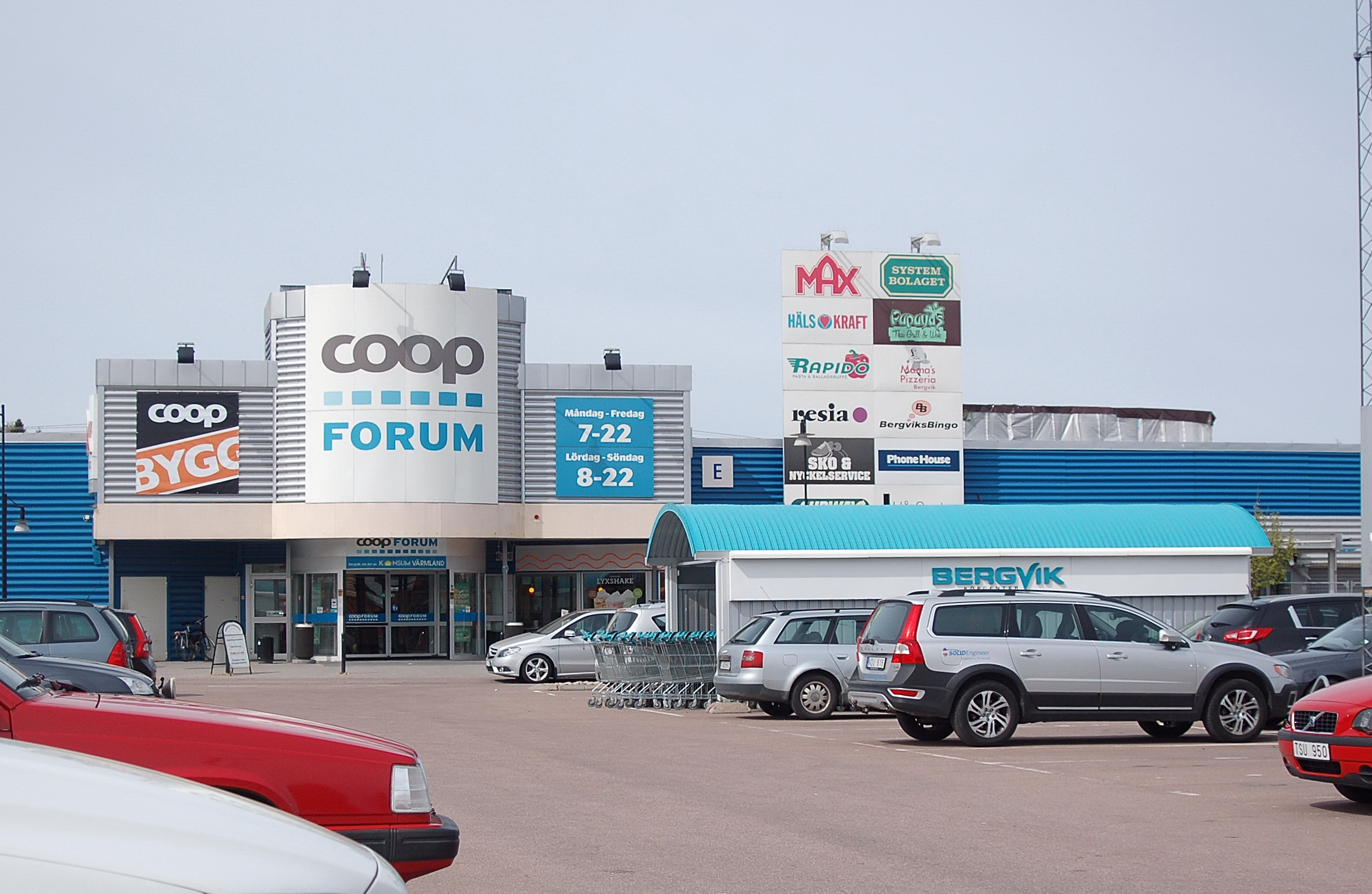
Coop Forum på Bergvik köpcenter.

År 1982 öppnade föreningen varuhuset Obs! på Bergvik. På området fanns då även OK Värmland, Siba, Lindex och Magneten. Obs! har därefter byggts om vid flera tillfällen. 1990 utökades varuhuset med en byggavdelning och en restaurang. 2001 blev det känt att man planerade att bygga ett köpcenter på Bergvik med 28 000 kvadratmeter butiksyta med plats för cirka 45 butiker och 700 nya parkeringsplatser. Samtidigt planlades nya infarter till området. Det nya köpcentret invigdes 2003.
Den 8 april 2005 gick föreningen ut med att man avser sälja 13 750 kvadratmeter butiksyta i köpcentret till Eurocommercial. De ytor som kvarstod i föreningens ägo såldes till Eurocommercial i november 2015 som ett led i att koncentrera föreningens kärnverksamhet.

### Domusbranden och byggandet av Mitt i city

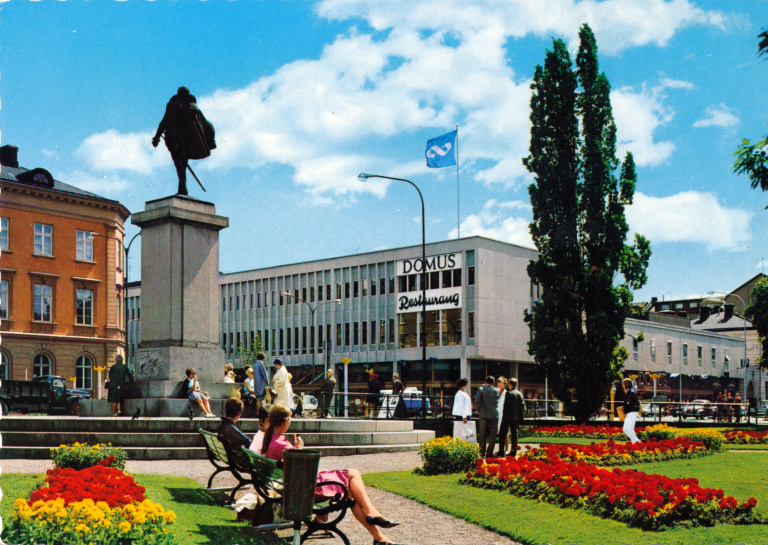
Domus i Karlstad före branden.

En brand bröt ut på Domus i Karlstad den 27 oktober 1999. Branden upptäcktes av varuhusets personal, som larmade SOS Alarm kl 17:45. Släckningsarbete pågick under hela natten och branden bedömdes vara släckt kl 04:00. Polisens efterföljande utredning slog fast att orsaken till branden var en ålderstigen ångkokare som lämnats påslagen i närheten av pappkartonger och kläder. Ångkokaren hade använts samma dag för att behandla kläder som skulle hängas ut i butiken.
Varuhuset hade ett 90-tal anställda varav ett 60-tal kunde erbjudas anställning i andra butiker efter branden, medan resterande sades upp.

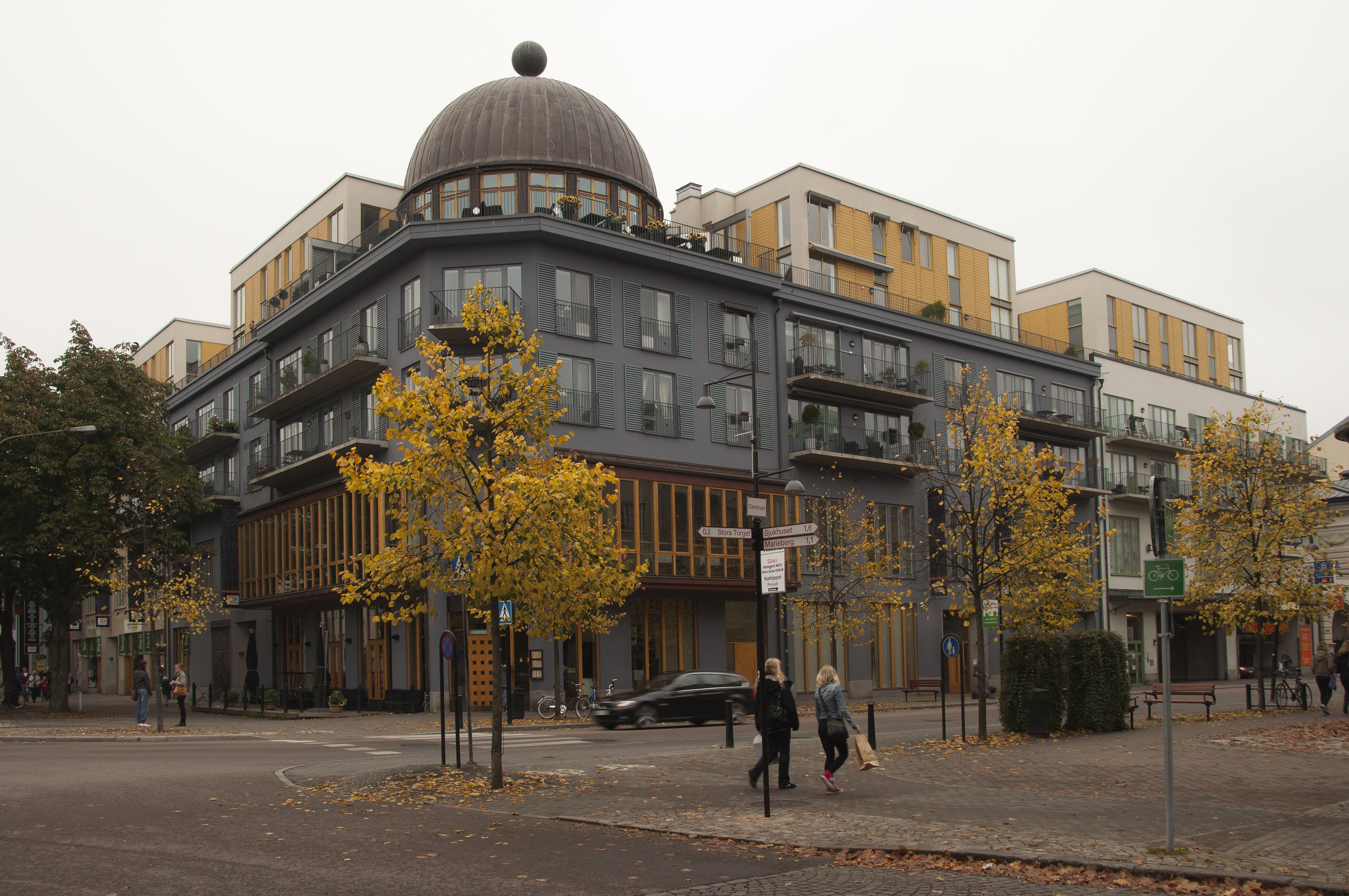
Mitt i city.

I september 2000 blev det känt att man tillsammans med Peab, Löfbergs fastigheter AB, och ett antal övriga aktörer planerar att bygga en ny galleria på tomten där Domusvaruhuset låg. Första spadtaget togs i maj 2004 och invigningen hölls i september 2006. Då hade gallerian i oktober 2005 sålts till Steen & Strøm.

### Sammanslagning med Konsum Karlskoga
Den 1 januari 2005 gick Konsum Karlskoga samman med Konsum Värmland. Föreningarna hade då redan samarbeten inom en rad områden såsom inköp och transporter. I och med sammanslagningen fick föreningen ett tillskott på 8 försäljningsställen och ca 17 000 medlemmar.

### VD-skandalen
Den 27 september 2014 avslöjade Nya Wermlands-Tidningen att föreningens dåvarande VD Steve Fredriksson under föregående år, trots långtidssjukskrivning, tagit ut en kompensation på cirka 674 000 kronor utöver sin lön. Föreningens styrelseordförande svarade Nya Wermlands-Tidningen att hon hade godkänt utbetalningen, något hon senare tog tillbaka. Anledningen till den extra kompensationen uppgavs vara en retroaktiv löneutbetalning för arbete som utförts under tidigare år. Den 30 september meddelade föreningen att Fredriksson lämnar sin tjänst med omedelbar verkan. Efter ett extrainsatt möte den 4 oktober valde även styrelsen att avgå.
Tomas Sjölander tillträdde den 8 oktober 2014 som tillförordnad VD och i januari 2015 meddelades att Sjölander får fortsätta i rollen som VD.

### Karlstad Saluhall
Föreningen offentliggjorde 2014 planer på att driva en saluhall på källarvåningen i gallerian Valvet i Karlstad. Tanken var att saluhallen ska bli en marknadsplats där lokala producenter kan sälja sina varor. Saluhallen invigdes den 25 augusti 2016 av landshövding Kenneth Johansson. Vid invigningen delade ett 50-tal lokala handlare på 700 kvadratmeter yta.
Under hösten framkom att några av handlarna i saluhallen var missnöjda med kundtillströmningen som var under förväntan. Föreningen satsade under december på att stärka marknadsföringen av saluhallen med evenemang, vilket inte räckte för att öka intresset för saluhallen. I februari 2017 lämnade Bageri Valvet som första handlare i saluhallen in en konkursansökan till följd av vikande försäljning och i slutet av juni 2017 meddelade Konsum Värmland att man lägger ned saluhallen från och med 2 juli 2017. Föreningen hade vid den tidpunkten satsat fyra miljoner i projektet. Stängningen föranleddes av en utredning som bland annat kom fram till att lokalens utformning har brister, att placeringen på källarplan inte är optimal, och att befolkningsunderlaget är för litet för en saluhall.

### Ekonomisk kris under 2010-talet
Från att tidigare år ha uppvisat positiva resultat gick föreningen med förlust 2012–2019. Som ett försök att vända trenden vidtog föreningen ett antal åtgärder. I april 2016 beslutades att lager- och transportfunktionen på distributionscentralen i Karlstad skulle läggas ned och istället skötas av Coop Sverige. 160 personer varslades, och i september 2016 stod det klart att 137 personer skulle få lämna sina jobb.
Under 2017 fortsatte nedskärningarna. Charkproduktionen i Karlstad avvecklades och bageriet renodlades till att producera tårtor, smörgåstårtor, kondisbitar och salladsröror. Övrig verksamhet koncentrerades på livsmedelsförsäljning; Bolist Bygg på Bergvik avvecklades, de resterande Mansion- och Affection-butikerna likaså. I slutet av året hade totalt 349 personer fått lämna sina jobb i föreningen.

### Flytt av anläggningen på Tullholmen
Efter att charkproduktionen och bageriet lagts ned och lagerhållningen rationaliserats stod delar av lokalerna på Tullholmen i Karlstad tomma. Föreningen meddelade 2016 att man har för avsikt att flytta resterande verksamhet från Tullholmen för att frigöra området på 57 000 kvadratmeter till en livsmedelsbutik och bostäder. I februari 2018 godkände Karlstads kommuns stadsbyggnadsnämnd planprogrammet för att bygga cirka 1 500 bostäder och 4 000 kvadratmeter livsmedelshandel på marken där Coop Värmland har sina lokaler, ställverket vid Mariebergsviken samt Lidl-tomten bredvid. I oktober 2019 påbörjades rivningsarbetet av anläggningen på Tullholmen.

## Egna varumärken

### Nästgårds
Nästgårds är Coop Värmlands varumärke för lokalproducerade värmländska varor, som framställs genom egen produktion eller av andra värmländska producenter. Föreningens egna produktionsenhet Nästgårdsköket tillverkar tårtor, smörgåstårtor, kondisbitar och salladsröror.
Sedan 2017 producerar Hemgården i Norra Råda bland annat Nästgårds falukorv, hackkorv och grillkorv. Potatis från Moholms gård i Grava säljs under varumärket Nästgårds. Under 2017 uppgick försäljningen av lokalproducerade varor till 11,2 procent av den totala livsmedelsförsäljningen inom koncernen.

## Butikskoncept

### Nuvarande koncept
Coop Värmland har ambitionen att bygga om alla butiker till Coops centrala koncept med Stora Coop, Coop och Lilla Coop. Tills denna process är klar lever de gamla koncepten kvar sida vid sida med de nya koncepten.
- Stora Coop, även Coop Forum – fokuserar på storhandel och erbjuder ett stort utbud av såväl livsmedel som övriga varor för hemmet.[46]
- Coop, även Konsum – fokuserar på att ha ett stort utbud av matvaror.[46]
- Lilla Coop, även Coop Nära – koncept för närbutiker.[46]
- Pekås – lågpriskedja.[46]
- MaxiMat – specialiserar sig på handel vid norska gränsen.[46]
- Coop Extra – större butiker med låga priser.[47]

### Tidigare koncept
- All världens mat – butik på Kronoparken i Karlstad med fokus på mat från Sydostasien, Mellanöstern och Balkan.[48] Butiken lades ned 2018.[49]
- Affection – sålde kosmetik tills konceptet lades ned våren 2017.[38][50]
- Mansion – presentbutiker i Karlstad, Arvika och Kristinehamn.[51] Butiken på Bergvik såldes till Cervera hösten 2016[52] medan övriga butiker avvecklades under våren 2017.[38]
- Domus Optik – fanns i Karlstad, Hagfors och Säffle och lades ned våren 2017.[38][53]
- Svenska Hem Interiör – möbelvaruhus i Karlskoga som drevs på franchisebasis av Svenska hem.[54] Såldes 2014.[55]